# شركة غيتس

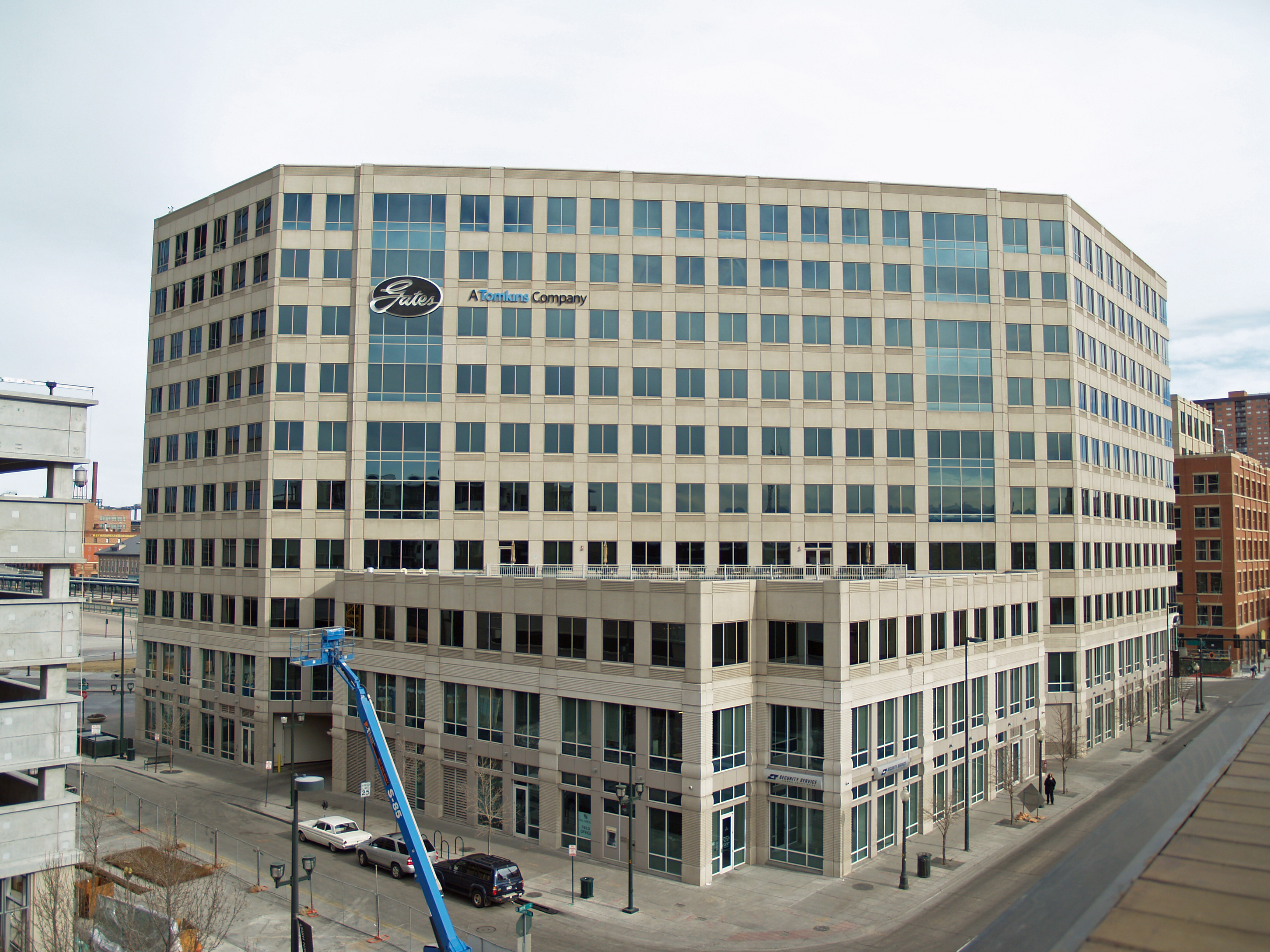
المقر الرئيسي لشركة غيتس في دنفر، كولورادو.

شركة غيتس Gates Corporation ، ومقرها في دنفر، كولورادو الولايات المتحدة الأمريكية، وهي شركة رائدة عالميا في مجال الهندسة الصناعية والصناعات التحويلية. وتوظف الشركة أكثر من 14,500 موظف، ومبيعاتها وعمليات التصنيع توجد في كل الأسواق الرئيسية في العالم، بما في ذلك أمريكا الشمالية والجنوبية وأوروبا وآسيا، وأستراليا، والشرق الأوسط.